# Tonnoiromyia undoolya
Tonnoiromyia undoolya là một loài ruồi trong họ Limoniidae. Chúng phân bố ở miền Australasia.